# Knivstikkeriet i Sydney 2024
Knivangrebet i Sydney 2024 fandt sted 13. april 2024 i shoppingcentret Westfield Bondi Junction i det østlige Sydney, Australien. Seks personer er dræbt og otte kvæstet og kørt på hospitalet. Blandt de døde var den formodede mandlige gerningsmand.

## Angreb
Politiet i delstaten New South Wales blev tilkaldt kort før kl. 16 lokal tid efter meldinger om flere personer, der var blevet stukket med kniv.
En formodet mandlig overfaldsmand blev skudt og dræbt af betjente. Politiet mener ikke, at der er tale om et terrorangreb.